# Circuitul carbonului în natură

Ciclul carbonului în natură.

Ciclul carbonului în pădure.

Pe Pământ, circuitul carbonului din natură  este format dintr-o serie de schimburi de substanță, care antrenează carbonul, între biosferă, atmosferă, hidrosferă și litosferă. Cea mai mare parte a carbonului din circuit se află sub formă gazoasă, în special ca dioxid de carbon.
În figura alăturată sunt prezentate fluxurile de carbon între atmosferă și biosferă, hidrosferă și litosferă.

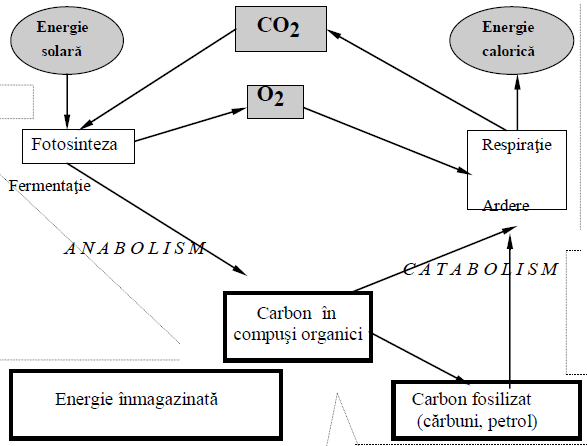
Ciclul biogeochimic al carbonului

Circuitul carbonului este practic perfect, ca urmare a vitezei sale foarte mari cu care circulă în diverse medii anorganice și în interiorul biocenozelor prin intermediul rețelelor trofice.
Carbonul reprezintă elementul biogen primordial, fiind prezent în natură sub formă de roci calcaroase de origine biogenă, carbonați minerali și sub formă gazoasă (dioxid de carbon CO2), această ultimă formă reprezentând calea de circulație a carbonului anorganic în ecosferă. 
Atmosfera conține CO2 în proporție de 320 ppm.
Rezervorul de CO2 din atmosferă se cifrează la 700 x 109 tone, iar cel din hidrosferă la 50.000 x 109 t; fitobiomasa realizată prin sinteza anuală se estimează între 30 x 109 t și 150 x 109 t.
La scara întregii ecosfere, producția anuală de materie organică în stare uscată este apreciată la 164 milioane tone.
Aceasta corespunde la zeci de miliarde de tone de carbon fixat anual prin procesul de fotosinteză.
Cu tot consumul mare de carbon asimilat de organisme, cantitatea sa în atmosferă se menține constantă de-a lungul timpului.
Aceasta presupune că în natură mai există un alt rezervor important de CO2 care se găsește în Oceanul planetar.
Schimbul de dioxid de carbon între atmosferă, hidrosferă și litosferă se prezintă astfel:
{\displaystyle CO_{2}} atmosferic {\displaystyle {\overrightarrow {\leftarrow }}CO_{2}} dizolvat în apă {\displaystyle \Leftrightarrow CO_{2}+H_{2}O\Leftrightarrow }
{\displaystyle \Leftrightarrow H_{2}CO_{3}\Leftrightarrow H_{2}^{+}CO_{3}^{-}\Leftrightarrow CO_{3}^{-}+2H^{+}.}